# Liste der Monuments historiques in Thorigny
Die Liste der Monuments historiques in Thorigny führt die Monuments historiques in der französischen Gemeinde Thorigny auf.

## Liste der Bauwerke
| Bezeichnung   | Beschreibung              | Standort | Kennzeichnung | Schutzstatus | Datum | Bild |
| ------------- | ------------------------- | -------- | ------------- | ------------ | ----- | ---- |
| Haus La Barre | Erbaut im 15. Jahrhundert | (Lage)   | PA00110299    | Inscrit      | 1990  |      |

## Liste der Objekte
- Monuments historiques (Objekte) in Thorigny in der Base Palissy des französischen Kultusministeriums